# (39197) 2000 XA
2000 أكس أي (ويعرف أيضًا باسم (39197) 2000 أكس أي وفق تسمية الكوكب الصغير) (بالإنجليزية: 2000 XA)‏ هو كويكب ضمن حزام الكويكبات؛ وترتيبه 39197 من حيث الاكتشاف.
اكتُشف هذا الجُرم الفلكي بواسطة تعقب الأجرام القريبة من الأرض في 1 ديسمبر 2000.

## وصلات خارجية
- (39197) 2000 XA في قاعدة بيانات مختبر الدفع النفاث لأجرام النظام الشمسي الصغيرة

- الاكتشاف · مخطط المدار ·  العناصر المدارية · المعلمات المادية

- (39197) 2000 XA على موقع ويكي سكاي: DSS2, SDSS, GALEX, IRAS, Hydrogen α, X-Ray, Astrophoto, Sky Map, Articles and images